# Bicentenario de la Independencia de Centroamérica
El Bicentenario de la Independencia de Centroamérica fueron una serie de celebraciones y actividades que conmemoraron los 200 años de la firma del Acta de Independencia de Centroamérica por medio de la cual los actuales países que formaban parte de la Capitanía General de Guatemala se independizaron de España. Este acontecimiento tuvo como fecha destacada el 15 de septiembre de 1821, día de la firma de esta acta.
En el contexto de la Pandemia de Covid-19 se realizaron actividades cuidando la salud.

## Antecedentes

### Independencia de Centroamérica

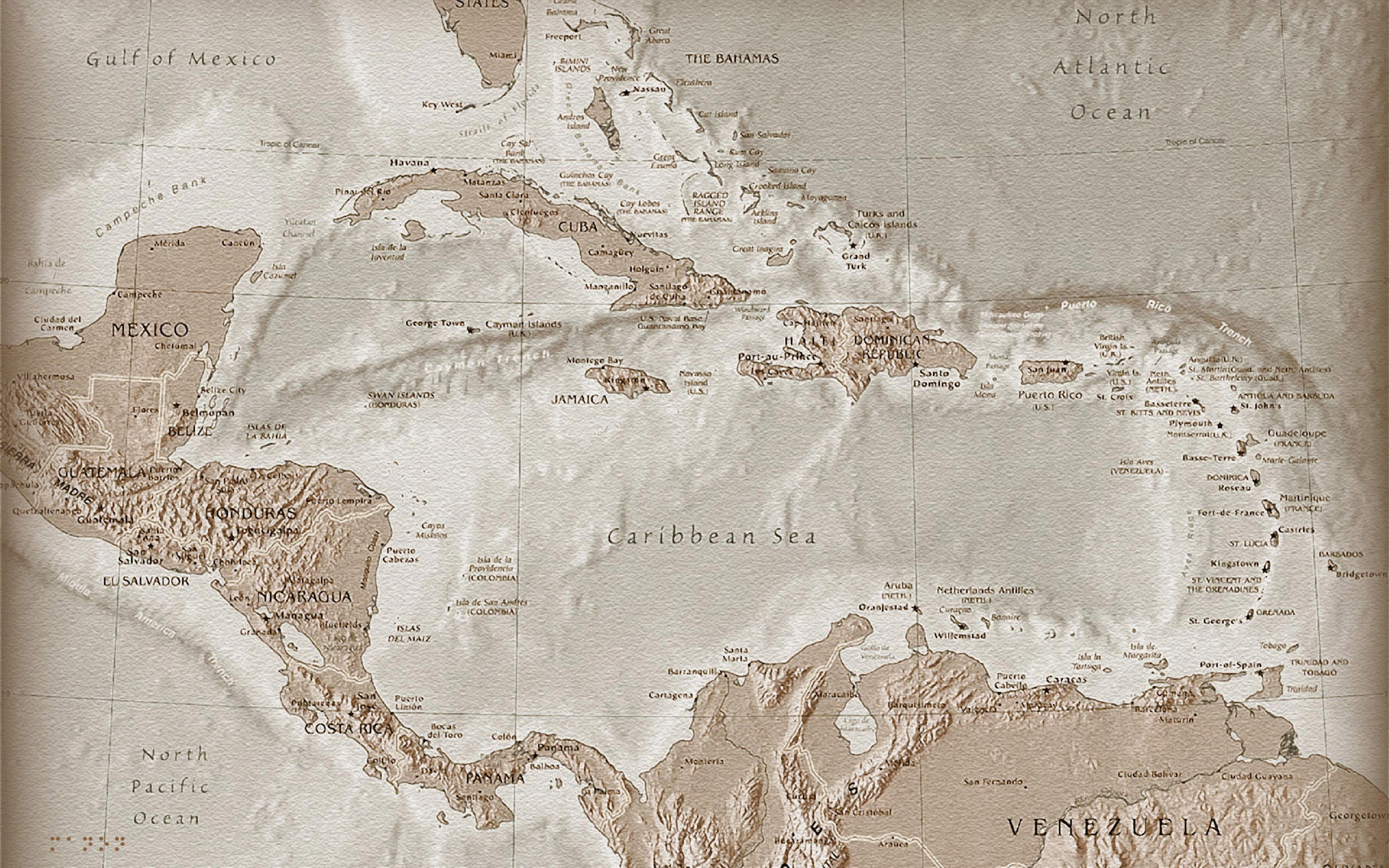
Mapa de Centroamérica

Se denomina Independencia de Centroamérica al proceso emancipador por parte de los actuales países de Guatemala, Honduras, El Salvador, Nicaragua y Costa Rica que culmina el 15 de septiembre de 1821 con la firma del Acta de Independencia de América Central que por ese tiempo estaba constituida por provincias de Guatemala, Chiapas, Comayagua, San Salvador, Nicaragua y Costa Rica. La independencia de Panamá se desarrollaría unos meses después, entre el 10 y el 28 de noviembre de 1821.

### Centenario del Primer Grito de Independencia centroamericana
La conmemoración del Centenario del Primer Grito de Independencia de El Salvador fue un hecho trascendental en la historiografía y en la invención de la idea de nación. Entre sus principales herencias se encuentra la creación iconográfica que definió el nuevo imaginario patriótico, entre los que se destaca el himno nacional, la oración a la bandera, escudo nacional, así como la construcción de monumentos conmemorativos.

### Centenario de Centroamérica
En 1921 se realizaron celebraciones conjuntas en torno a los 100 años de la independencia de Centroamérica. Dichos festejos confluyeron en actividades realizadas por distintos actores como escuelas, comunidades, gremios, artesanos, obreros y la Iglesia Católica.
Dichos festejos organizados a nivel local como regional recordaron la antigua Federación Centroamericana y a su líder Francisco Morazán. Al mismo tiempo se generó un acercamiento entre los países centroamericanos para con el objetivo de afirmar la reintegración federal.
En el marco del centenario y gracias al acercamiento de los países es que se realiza el Pacto de Unión de Centroamérica, celebrado en San José de Costa Rica el 19 de enero de 1921, en el cual se establece el objetivo de llevar adelante la reconstrucción de la República Federal de Centro América.
Para septiembre del mismo año, representantes de Guatemala, Honduras y El Salvador, en cumplimiento del Pacto de San José de Costa Rica elaboran la Constitución política de la República de Centroamérica. Dicha constitución no se puso en funcionamiento.

## Conmemoración
En el marco de los 200 años de independencia el Sistema de Integración Centroamericana, así como los países que conforman la región organizaron eventos para conmemorar los 200 años de independencia. Además, organizaciones académicas y culturales realizan actos conmemorativos. 
Más allá de los festejos a nivel regional, cada país lleva adelante también iniciativas propias.

### El Salvador

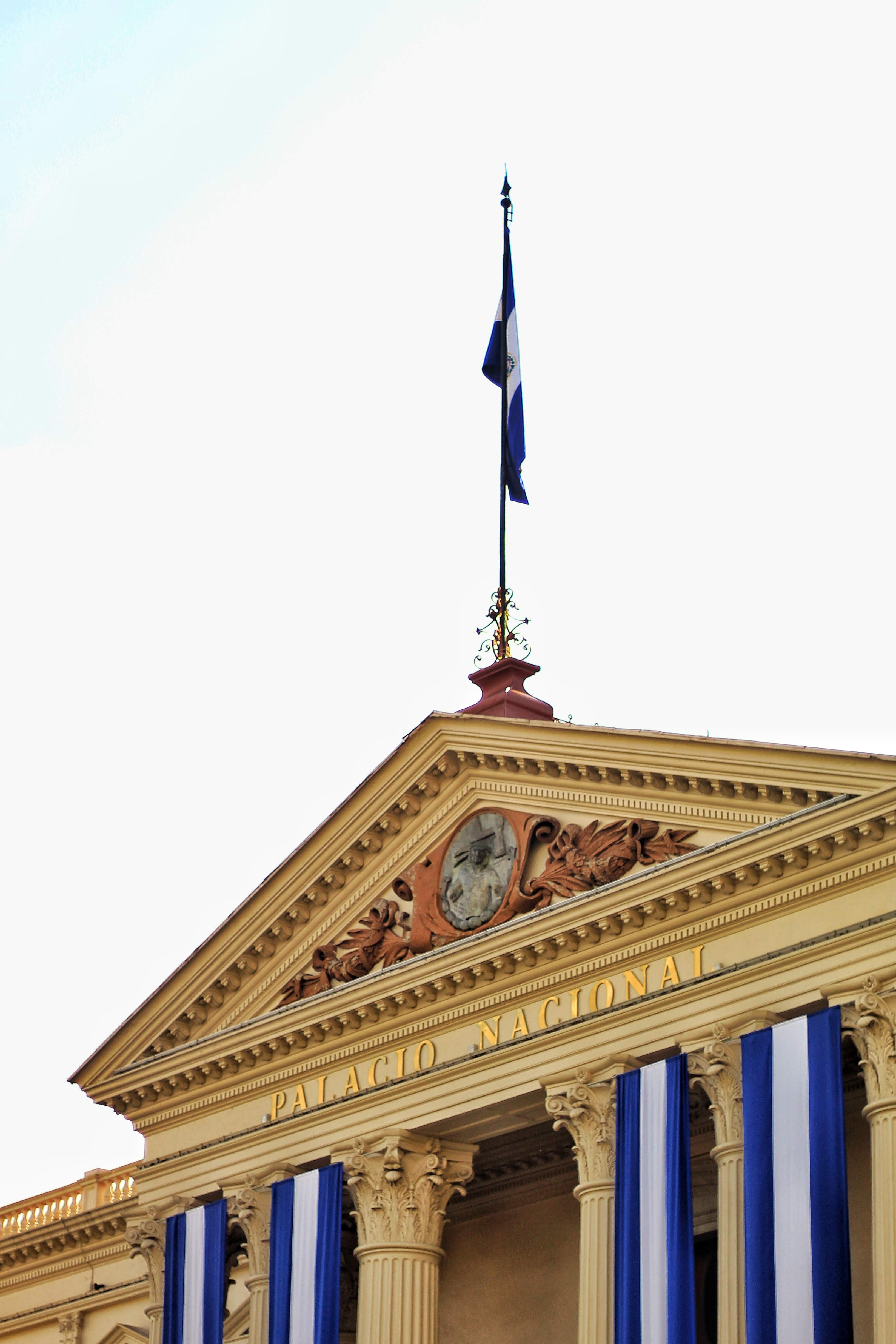
Palacio Nacional de El Salvador durante la conmemoración del bicentenario de la independencia.

Con 63 votos, el Pleno Legislativo aprobó declarar el 2021 como «Año del Bicentenario de la Independencia de El Salvador y los Acuerdos de Paz». El dictamen 97 emitido por la Comisión de Cultura y Educación resalta que el 15 de septiembre del corriente año se conmemoraba el Bicentenario de la Independencia de las Provincias de Centroamérica de la sujeción a la Corona Española.

### Guatemala
Desde el gobierno nacional se organizaron festejos y eventos que se desarrollaron entre febrero y septiembre de 2021, las fechas principales eran el 14 y 15 de septiembre pero debido a la Pandemia de Covid-19 las actividades presenciales,  desfiles, reuniones sociales, conciertos, cenas, se suspendieron el 30 de agosto de ese año indicando el Ministerio de Cultura y Deportes que las actividades serían pregrabadas y presentadas de manera virtual en esas fechas. En el marco de las celebraciones la municipalidad de Guatemala desarrolló una serie de fascículos sobre la historia de los 200 años que fueron entregados y distribuidos a lo largo del año antes del 15 de septiembre.
El 3 de agosto de 2021 el Banco de Guatemala hizo oficial la emisión de una moneda conmemorativa de 1 quetzal y un billete de 20 quetzales este último se tomó en cuenta para rediseñarlo debido a que en su anverso contiene una pintura que representan la firma del acta de Independencia. Los billetes comenzaron a circular el 6 de septiembre de 2023 al igual que las monedas con la diferencias que estas últimas al ser de colección debían ser adquiridas en las oficinas del banco, mientras que los billetes tenían el mismo valor que la versión común.
El Ministerio de Cultura y Deportes planificó la construcción de cuatro «Parques Bicentenario» los cuales son áreas recreativas y deportivas, en Huehuetenango, San Marcos, Zacapa y zona 21 de Guatemala.
Además, el concejo municipal de la Nueva Guatemala de la Asunción inauguró en diciembre de 2021 un Monumento al Bicentenario, que consistió en una fachada similar a la del Palacio Real de Guatemala, sede de gobierno y lugar donde se firmó la independencia, que estuvo cerca de la Plaza de la Constitución en el área que ocupó cuando estuvo de pie y que fue destruido por un incendio, actualmente conocida como Parque Centenario. En Palencia se construyó una plaza en honor al bicentenario, inaugurada el 16 de septiembre.
|                                   |
| Anverso del billete conmemorativo |

|                                   |
| Reverso del billete conmemorativo |

|                                    |
| Anverso de la moneda conmemorativa |

|                                    |
| Reverso de la moneda conmemorativa |

### Costa Rica
El gobierno nacional lleva adelante una serie de festejos en el marco de los 200 años de independencia, para ello nombró a la Comisión Nacional de Conmemoraciones Históricas como encargada de los eventos. Esta conmemoración fue declarada de interés público y nacional a través de Decreto Presidencial.  Entre las actividades alusivas a esta conmemoración se destacan la emisión de una moneda conmemorativa, un proyecto para rescatar las recetas que hemos heredado de nuestros antepasados, el Festival Nacional de las Artes, ediciones especiales de la Junta de Protección Social y de Correos de Costa Rica, y una recopilación de historias de 200 mujeres en el bicentenario. Además, se programaron conferencias, exposiciones, actividades especiales en bibliotecas, museos, municipalidades,  producciones audiovisuales y libros, entre otros proyectos más. Se realizó un acto especial en el Estadio Nacional el 15 de septiembre del 2021.
La Comisión Nacional de Conmemoraciones Históricas fue creada por Ley N° 5118 emitida el 15 de noviembre de 1972 con el fin de preparar los actos, investigaciones, estudios y publicaciones sobre fechas históricas destacadas. Las personas que conforman esta Comisión fue juramentada el 26 de octubre del 2018 y está integrada por las siguientes personas: Manuel Araya Incera y Gertrud Peters Solórzano, de la Academia de Geografía e Historia; Álvaro Jiménez Morales del Ministerio de Cultura y Juventud, y Karina Salguero Moya, por parte del Ministerio de Cultura y Juventud/SINART. También Adriana Sequeira Gómez, del Editorial Costa Rica, Ana Paulina Malavassi Aguilar, por parte de la Universidad de Costa Rica y Alexander Barquero Elizondo, del Archivo Nacional de Costa Rica.
Declaración como Beneméritas de la Patria a 14 destacadas mujeres costarricenses
La Asamblea Legislativa de Costa Rica en la Sesión Extraordinaria del 21 de julio de 2021 declaró beneméritas de la patria a 14 mujeres quienes se destacaron en campos como la ciencia, política, líderes sociales, educación, salud, poesía, el arte y el medio ambiente entre otros.
Se trata de Pacífica Fernández Oreamuno, Yolanda Oreamuno Unger, Anna Gabriela Ross González, María Teresa Obregón Zamora, Ana Rosa Chacón González, Luisa González Gutiérrez, Mireya Barboza Mesén, Olga Espinach Fernández, Virginia Grutter Jiménez, Estela Quesada Hernández, Adelaida Chaverri Polini, Manuela Tattenbach Yglesias, Carmen Naranjo Coto y Emilia Prieto Tugores. Esta distinción se suma al Benemeritazgo otorgado el 8 de marzo del 2012 a la “Defensora de las Libertades Patrias”  y “Heroína nacional” Francisca Carrasco Jiménez (conocida como Pancha Carrasco), quien tuvo un rol fundamental en los movimientos post independentistas y la expulsión del invasor norteamericano William Walker de Centroamérica en 1856.

### Honduras
El gobierno de Honduras nombró la Comisión Nacional del Bicentenario de la Independencia de Honduras como la encargada de organizar las celebraciones en torno a los 200 años de la independencia dirigida por Juan Ramón Martínez.
Como parte de la celebración, el Banco Central de Honduras diseñó y puso en circulación el nuevo billete de 200 Lempiras que está basado en tres ejes temáticos: fomento a la educación, la conservación del medio ambiente y conmemoración del Bicentenario de Independencia de la Corona española. 
El billete contiene la imagen de niños sobre un libro abierto, la bandera de Honduras y la primera Casa de Gobierno de la Provincia de Honduras, en la que se recibieron los Pliegos de Independencia en 1821. 
En el reverso del billete se ilustra dos guacamayas rojas, el ave nacional de Honduras, sobrevolando la Biosfera del Río Plátano, considerada patrimonio de la humanidad y principal reserva natural que tiene alrededor de 10,000 kilómetros cuadrados distribuidos en los departamentos de Colón, Olancho y Gracias a Dios.

### Nicaragua
El Gobierno de Nicaragua por medio del Instituto Nicaragüense de Fomento Municipal (INIFOM), los gobiernos locales y la Juventud Sandinista 19 de Julio, organiza las actividades que se desarrollan durante la jornada del Mes Patrio de 2021, que también se enmarcan en las celebraciones del Bicentenario de la Independencia de Centroamérica. Además, el Banco Central de Nicaragua (BCN) emitió una nueva moneda de colección alusiva al Bicentenario de la Independencia de Centroamérica. La moneda se acuñó en oro, plata y níquel y tiene un valor facial de 200 córdobas.

## Críticas y controversias
En torno al Bicentenario hay diversas lecturas históricas, políticas, culturales, económicas, algunas incluso divergentes. Mientras para las élites gobernantes es motivo de celebración, y afirmación de poder, para los pueblos indígenas, afrodescendientes y para las mujeres, es una oportunidad de cuestionar cómo ha sido escrita la historia oficial, y reivindicar  su papel en ese momento histórico. En la producción de CEMHAL Centro de Estudios de la Mujer en la Historia de América Latina, si bien no se refiere sólo a Centroamérica, si aporta elementos para repensar la situación y condición de las mujeres, y de los pueblos indígenas y afrodescendientes en el período previo y durante la Independencia.
Numerosas investigaciones han hecho una revisión de la historia oficial, la cual destaca el rol que asumieron las élites de origen español y criollos en las diferentes provincias de Centroamérica. Historiadores y profesionales de la Sociología como Samuel Stone, Marta Elena Casaús Arzú, Edelberto Torres Rivas, Ana Silvia Monzón, Carmen María Camacho, Daniel Camacho o Ricardo Fernández Guardia muestran las estrategias y el pensamiento de éstas élites para mantener el poder político, económico y social que lograron consolidar  durante el periodo colonial y que se perduró hasta nuestros días.[cita requerida]
La configuración de éstas élites como redes familiares que fueron tejiendo alianzas estratégicas para sostener una privilegiada posición. El sociólogo político Samuel Stone expone cómo la configuración de estas élites se extendió a toda Centroamérica.
La estratificación social del Reino de Guatemala en los albores de la Independencia (1820),  incluía a 40.000 criollos y españoles, 300.000 castas y mestizos y 600.000 indios, de los cuales casi la mitad de esa población vivía en Guatemala. Las medidas tomadas por los primeros gobernantes de Centroamérica y las narrativas sobre su historia excluyeron durante siglos a amplios sectores de la población, entre ellos a las mujeres, a las personas menores de edad, las comunidades indígenas y las personas afrodescendientes.  